# Newpost Creek
Der Newpost Creek ist ein etwa 70 km langer rechter Nebenfluss des Abitibi River im Norden der kanadischen Provinz Ontario.
Der Fluss hat seinen Ursprung in dem kleinen See Newpost Lake, 68 km nordnordwestlich von Cochrane, auf einer Höhe von etwa 255 m. Er fließt anfangs 50 km in nördlicher Richtung. Etwa 20 km oberhalb der Mündung wird dem Newpost Creek Wasser des weiter östlich verlaufenden Little Abitibi River zugeleitet. Dadurch erhöht sich die Wassermenge im Unterlauf des Newpost Creek um ein Vielfaches. Der Newpost Creek fließt nun 10 km in westlicher Richtung, bevor er sich nach Nordwesten wendet. Auf dem letzten Kilometer vor seiner Mündung in den Abitibi River liegen die 26 m hohen Newpost Falls. Der Unterlauf des Newpost Creek liegt innerhalb des Little Abitibi Provincial Parks.

## Wasserkraftnutzung
Zwischen 2013 und 2017 wurde am rechten Flussufer des Abitibi River das Wasserkraftwerk Peter Sutherland Sr. Generating Station errichtet. Ein Teil des Flusswassers des Newpost Creek wird etwa 5 km oberhalb der Mündung über einen 340 m langen Zuleitungskanal und eine sich anschließende 250 m lange Druckleitung dem Kraftwerk zugeführt. Das Kraftwerk besitzt zwei Einheiten. Die installierte Gesamtleistung beträgt 28 MW.